# Kostel Panny Marie Vítězné (Řepín)
Kostel Panny Marie Vítězné je impozantní novogotická stavba se dvěma věžemi, v centru středočeské obce Řepín v okrese Mělník.

## Historie

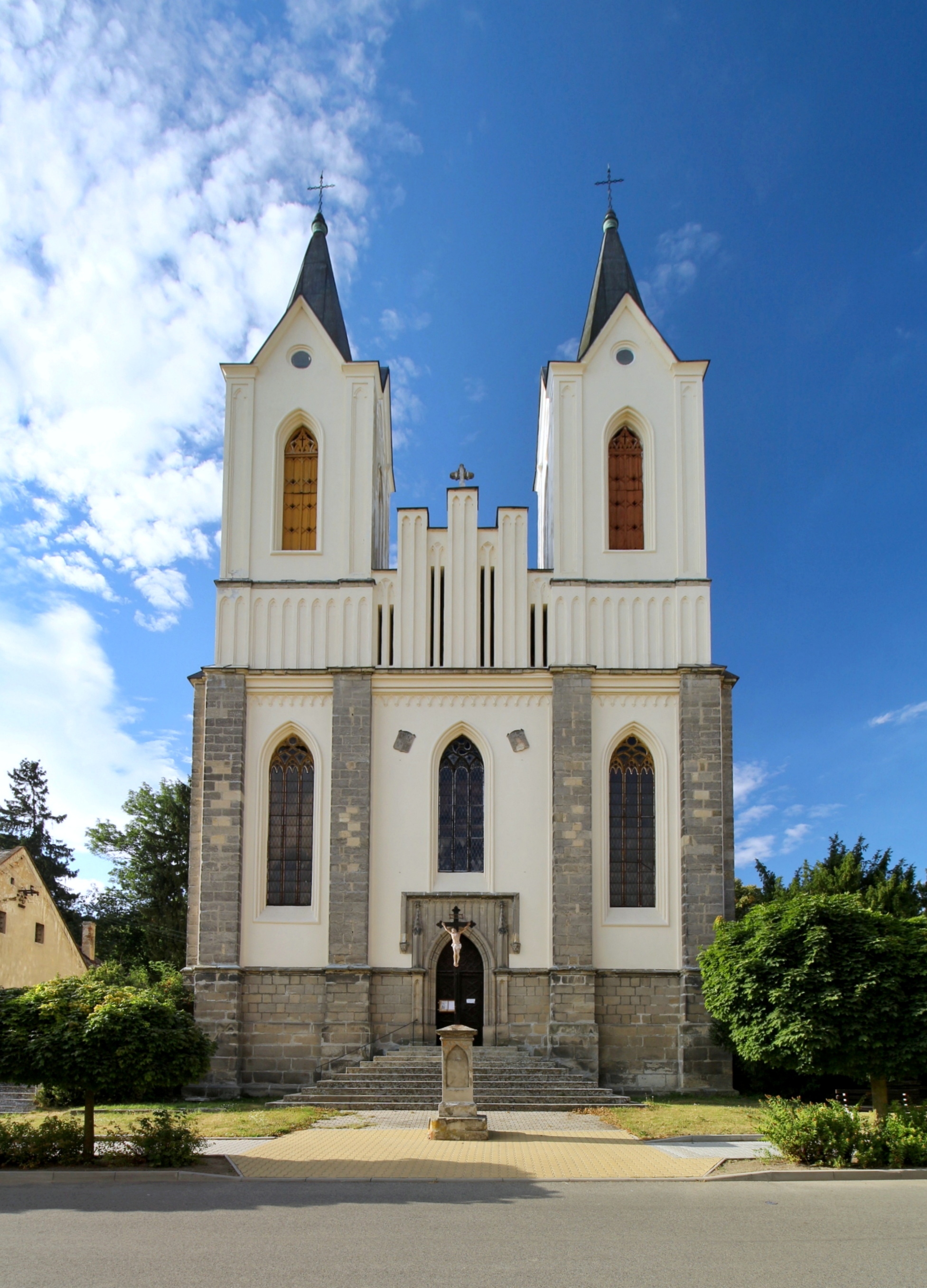
Kostel v Řepíně

Na místě dnešního kostela Panny Marie Vítězné stával starší kostel svatého Štěpána z roku 1303, tedy z doby kdy celá obec patřila řádu německých rytířů. Ti zde od roku 1203 měli komendu se sídlem řádového komtura. Jako poslední komtur je zmiňován Přibík z Litic roku 1410. Poté byl Řepín v roce 1417 prodán Vilémovi ze Schönburgu.
Na místě starého kostela pak nechala kněžna Rohanová v letech 1846-1850 postavit nový kostel Panny Marie Vítězné o dvou věžích a třech lodích, zakončený presbytářem.

## Interiér kostela
Také interiér kostela je v pseudogotickém stylu. Dvěma lodím s jednou příčnou vévodí obdélný, polygonální presbytář.
Mezi vybavení kostela patří rovněž pseudogotický oltář, či obrazy od Josefa Vojtěcha Hellicha z roku 1850 a cínová křtitelnice ze 16. století.
Za pozornost stojí varhany, dílo varhanáře Josefa Predigera a varhanní skříň, o jejíž řezbářskou výzdobu se postarala dílna Bušků.